# Falls (Gefrees)
Falls ist ein Gemeindeteil der Stadt Gefrees im Landkreis Bayreuth (Oberfranken, Bayern). Die Gemarkung Falls hat eine Fläche von 4,861 km². Sie ist in 479 Flurstücke aufgeteilt, die eine durchschnittliche Flurstücksfläche von 10148,33 m² haben. In ihr liegen neben dem namensgebenden Ort die Gemeindeteile Höflas und Wagnerseinzel.

## Geografie
Das Dorf besteht aus dem Altort und einer in der zweiten Hälfte des 19. Jahrhunderts angelegte Siedlung, den sogenannten „Bahnhäusern“, heute nur noch unter dem Namen Falls verzeichnet. Letztere liegt an der Bahnstrecke Bamberg–Hof und der dazu parallel verlaufenden Kreisstraße BT 10, die nach Höflas (1 km nördlich) bzw. zur Kreisstraße BT 8 führt (0,9 km südlich). Eine Gemeindeverbindungsstraße führt zum Altort (0,7 km südöstlich).

## Geschichte
Der Ort wurde im Jahr 1268 als „Valce“ erstmals urkundlich erwähnt.
Gegen Ende des 18. Jahrhunderts bestand Falls aus 18 Anwesen. Die Hochgerichtsbarkeit stand dem bambergischen Centamt Marktschorgast zu. Die Dorf- und Gemeindeherrschaft hatte das Vogteiamt Marktschorgast. Grundherren waren
- das bambergische Kastenamt Stadtsteinach: 4 Halbhöfe, 1 Viertelhof, 2 Tropfhäuser;
- die bambergische Amtsverwaltung Grünstein: 1 Sölde, 1 Zweidrittelhof, 1 Drittelhof;
- das Rittergut Guttenberg-Oberhaus: 3 Halbhöfe, 1 Sölde;
- das Rittergut Guttenberg-Kirchleus: 2 Halbhöfe;
- die Gemeinde Falls: 2 halbe Tropfhäuser.[8]

1802 kam Falls durch Reichsdeputationshauptschluss an das Herzogtum Bayern, zwischenzeitlich 1804 an Preußen, 1806 an Frankreich, 1810 an das Königreich Bayern. Infolge des Ersten Gemeindeedikts wurde Falls dem 1812 gebildeten Steuerdistrikt Marktschorgast zugewiesen. Zugleich entstand die Ruralgemeinde Falls, zu der Wagnerseinzel gehörte. Sie war in Verwaltung und Gerichtsbarkeit dem Landgericht Gefrees zugeordnet und in der Finanzverwaltung dem Rentamt Gefrees. In der freiwilligen Gerichtsbarkeit unterstanden sieben Anwesen dem Patrimonialgericht Untersteinach. Mit dem Zweiten Gemeindeedikt (1818) wurde die Gemeinde Höflas eingegliedert. 1840 wurde die Gemeinde Falls an das Landgericht Berneck und an das Rentamt Marktschorgast überwiesen (1919 in Finanzamt Marktschorgast umbenannt). Ab 1862 gehörte Falls zum Bezirksamt Berneck. Die Gerichtsbarkeit blieb beim Landgericht Berneck (1879 in Amtsgericht Berneck umgewandelt). 1929 wurde die Gemeinde schließlich an das Bezirksamt Münchberg (1939 in Landkreis Münchberg umbenannt) und das Finanzamt Münchberg abgegeben, 1931 auch an das Amtsgericht Münchberg. Seit 1959 ist das Amtsgericht Bayreuth zuständig. Die Gemeinde hatte 1964 eine Gebietsfläche von 4,854 km². Am 1. Juli 1972 kam die Gemeinde Falls an den Landkreis Bayreuth. Im Zuge der Gebietsreform in Bayern wurde Falls am 1. Mai 1978 nach Gefrees eingemeindet.

### Einwohnerentwicklung
Gemeinde Falls
| Jahr      | 1819   | 1840   | 1852   | 1855   | 1861  | 1867   | 1871   | 1875   | 1880   | 1885   | 1890   | 1895   | 1900   | 1905   | 1910   | 1919   | 1925   | 1933   | 1939   | 1946   | 1950   | 1952   | 1961   | 1970   |
| Einwohner | 193    | 216    | 254    | 258    | 247   | 257    | 248    | 251    | 237    | 232    | 228    | 234    | 213    | 223    | 200    | 198    | 199    | 193    | 172    | 281    | 258    | 244    | 170    | 140    |
| Häuser    |        |        |        |        |       |        | 35     |        |        | 39     | 36     |        | 35     |        |        |        | 34     |        |        |        | 35     |        | 36     |        |
| Quelle    | [ 14 ] | [ 15 ] | [ 15 ] | [ 15 ] | [ 5 ] | [ 16 ] | [ 17 ] | [ 18 ] | [ 19 ] | [ 20 ] | [ 21 ] | [ 15 ] | [ 22 ] | [ 15 ] | [ 23 ] | [ 15 ] | [ 24 ] | [ 25 ] | [ 25 ] | [ 25 ] | [ 26 ] | [ 25 ] | [ 10 ] | [ 27 ] |

Ort Falls
| Jahr      | 001812 | 001819 | 001861 | 001871 | 001885 | 001900 | 001925 | 001950 | 001961 | 001970 | 001987 |
| Einwohner | 129    | 121 *  | 131    | 149    | 152    | 149    | 145    | 179    | 124    | 100    | 90     |
| Häuser    | 18     |        |        |        | 24     | 23     | 24     | 24     | 26     |        | 31     |
| Quelle    | [ 9 ]  | [ 14 ] | [ 5 ]  | [ 17 ] | [ 20 ] | [ 22 ] | [ 24 ] | [ 26 ] | [ 10 ] | [ 27 ] | [ 1 ]  |

## Religion
Falls war ursprünglich nach St. Jakobus der Ältere (Marktschorgast) gepfarrt. Seit der Reformation ist der Ort evangelisch-lutherisch geprägt und nach St. Georg (Streitau) gepfarrt. Die katholische Minderheit gehört bis heute der Pfarrei Marktschorgast an.